# Cubaris fritschei
Cubaris fritschei är en kräftdjursart som först beskrevs av Karl Wilhelm Verhoeff 1938.  Cubaris fritschei ingår i släktet Cubaris och familjen Armadillidae. Inga underarter finns listade i Catalogue of Life.